# Kościół Matki Bożej Częstochowskiej w Wołominie
Kościół Matki Bożej Częstochowskiej w Wołominie – rzymskokatolicki kościół parafialny należący do dekanatu wołomińskiego diecezji warszawsko-praskiej.
Dzięki staraniom mieszkańców Wołomina w 1908 roku rozpoczęła się budowa kościoła. W dniu 1 kwietnia 1924 roku została erygowana parafia Matki Bożej Częstochowskiej, wydzielona z parafii św. Trójcy w Kobyłce. Ukończona świątynia została konsekrowana w dniu 28 sierpnia 1927 roku przez księdza kardynała Aleksandra Kakowskiego. W sierpniu 1944 roku wojska sowieckie zniszczyły część wieży kościelnej, a we wrześniu wojska niemieckie wysadziły w powietrze jej ocalałą część. Wieża, gdy upadała, przygniotła nawę świątyni. Do 1951 roku, podczas urzędowania proboszcza, księdza Mieczysława Grabowskiego, kościół został odbudowany według projektu architekta Stanisława Marzyńskiego. W dniu 26 sierpnia 1953 roku do wnętrza świątyni powrócił obraz Matki Bożej Częstochowskiej, ufundowana na początku XX wieku przez księdza Jana Golędzinowskiego. W dniu 11 października 1953 roku budowla została poświęcona przez biskupa Wacława Majewskiego. W dniu 6 października 1966 roku ksiądz kardynał Stefan Wyszyński konsekrował świątynię. W 1976 roku dach kościoła został przykryty blachą miedzianą. W latach 1980–1985 w świątyni zostały zamontowane organy wykonane przez firmę Włodzimierza Truszczyńskiego z Radości. W tym czasie powstały również malowidła zdobiące sklepienie i ściany kościoła przedstawiające 1000 lat wspólnej historii Kościoła i Polski. Ich autorem jest profesor Jerzy Ostrowski. Prace te zostały wykonane w czasie urzędowania proboszcza księdza Jana Sikory.